# Springaren (1935)
Springaren (Sp), officiellt HM Ubåt Springaren, var en ubåt i den svenska flottan som sjösattes 1935. Ubåten var den första i svensk tjänst som döptes till Springaren. Den var av Delfinen II-typ där Delfinen och Nordkaparen även ingick. Springaren togs ur tjänst den 24 februari 1953.